# Albert Sidney Johnston
Albert Sidney Johnston (Washington, Kentucky, 2. veljače 1803. – Shiloh, Tennessee, 6. travnja 1862.), američki general Konfederacije u vrijeme Američkog građanskog rata.

## Životopis
Diplomirao je na Vojnoj akademiji West Point, 1826. godine. Kao časnik prve dužnosti je obnašao na području New Yorka i Missourija. Služio je u ratu Crnog jastreba, 1832. godine. 1834. napušta vojnu službu i odlazi u Kentucky, gdje se brinuo za svoju suprugu koja je bila na samrti.
U srpnju 1836. odlazi u Teksas, i prijavljuje se u vojsku Texasa. Ubrzo je postao generalski ađutant, a 1837. brigadni general vojske Republike Teksas. Drugi predsjednik Republike Teksas, Mirabeau Bounaparte Lamar, imenovao ga je 1838. ministrom rata. 1840. se vratio u Kentucky, a 1843. oženio Elizu Griffin. Do 1849. živi u Teksasu na velikoj plantaži. Sudjeluje u Američko-meksičkom ratu 1846. – 1848., i zapovjeda odredom teksaških dobrovoljaca. Kasnije, kao pukovnik u vojsci SAD-a, služi na Teksaškoj granici i na zapadu.
Po izbijanju Američkog građanskog rata, 1861., Johnston daje otkaz u vojsci SAD-a a predsjednik Konfederacije Jefferson Davis ga imenuje generalom. Postavljen je za zapovjednika konfederalnih snaga na zapadnom bojištu.
Johnston je na prepad napao Ulyssesa Granta u bitci kod Shiloha, 6. – 7. travnja 1862. Johnston je smrtno ranjen prvog dana bitke.
Pokopan je u New Orleansu. 1866. njegovo tijelo je preneseno u Austin, Teksas. Četiri desetljeća kasnije Elisbet Ney je dizajnirao spomenik i skulpturu koji su postavljeni kraj njegovog groba.